# Second Chorus
Second Chorus (br Amor da Minha Vida) é um filme estadunidense de 1940, do gênero comédia musical, dirigido por H. C. Potter e estrelado por Fred Astaire e Paulette Goddard. A produção é um musical menor de Astaire, ainda assim melhor que muitos outros. Um dos destaques é a presença de Artie Shaw e sua Orquestra.
Entre as canções, uma, Love of My Life, de Shaw e Johnny Mercer, foi indicada para o Oscar de Melhor Canção. O filme recebeu ainda outra indicação, para Melhor Trilha Sonora Original.

## Sinopse
Danny O'Neal e Hank Taylor são, respectivamente o líder e o trompetista da banda do colégio. O sonho deles é fazer parte da orquestra de Artie Shaw e, para isso, eles contratam Ellen Miller como agente. Ela passa a oferecê-los para toda e qualquer banda que aparece, até que, impressionado com sua competência, Shaw a contrata e leva-a para Nova Iorque. Ellen consegue que Shaw faça um teste com Danny e Hank, mas a rivalidade que os dois desenvolveram por causa do amor de Ellen põe tudo a perder. Sem dinheiro, Danny procura emprego como dançarino russo e Hank torna-se corneteiro nas corridas.
Quando as coisas iam de mal a pior, eis que surge J. Lester Chisholm, um milionário excêntrico que adora música.

## Elenco
| Ator/Atriz          | Personagem         |
| ------------------- | ------------------ |
| Fred Astaire        | Danny O'Neal       |
| Paulette Goddard    | Ellen Miller       |
| Artie Shaw          | Artie Shaw         |
| Charles Butterworth | J. Lester Chisholm |
| Burgess Meredith    | Hank Taylor        |
| Frank Melton        | Stu                |

## Principais premiações
| Prêmio | Indicações                                  |
| ------ | ------------------------------------------- |
| Oscar  | Melhor Canção Melhor Trilha Sonora Original |